# Rééditions des disques des Beatles
Cette page énumère toutes les rééditions du catalogue du groupe britannique The Beatles publiées par EMI sous les étiquettes Parlophone ou Apple Records.

## Historique
Aussitôt la Beatlemania enclenchée et pour les dix années suivantes, les albums des Beatles ont continuellement été disponibles en magasin. En Angleterre surtout, les 45-tours, plus éphémères, disparaissent de la circulation et certaines chansons deviennent plus rares. L'arrivée des albums The Beatles 1962–1966 et 1967-1970 en 1973 a changé la donne dans la mesure où plusieurs consommateurs ont délaissé les albums originaux pour ces compilations des meilleurs succès et certains des singles, surtout les faces A, se retrouvent enfin sur ces 33-tours. À partir de 1977, on voit apparaître sur le marché les premières collections complètes de leurs 33 tours, E.P. et 45 tours regroupés dans des boîtiers. L'évolution de la technologie et le maintien de la popularité de leur musique permettra à Apple Records de rééditer encore et encore le catalogue du groupe. Les fans, anciens et nouveaux, seront toujours au rendez-vous.
Des rééditions ont aussi été publiées dans d'autres pays comme au Japon (The Beatles - The Collection publiée en 1982 et The Japan Box en 2014), au Canada et aux États-Unis (The Capitol Albums en 2004 et 2006, The U.S. Albums en 2014 ou 1964 US Albums in Mono en 2024) quelquefois incorporant plusieurs variantes dans les étiquettes des disques de leurs pochettes ou dans l'ordre et le nombre de chansons.

### Formats

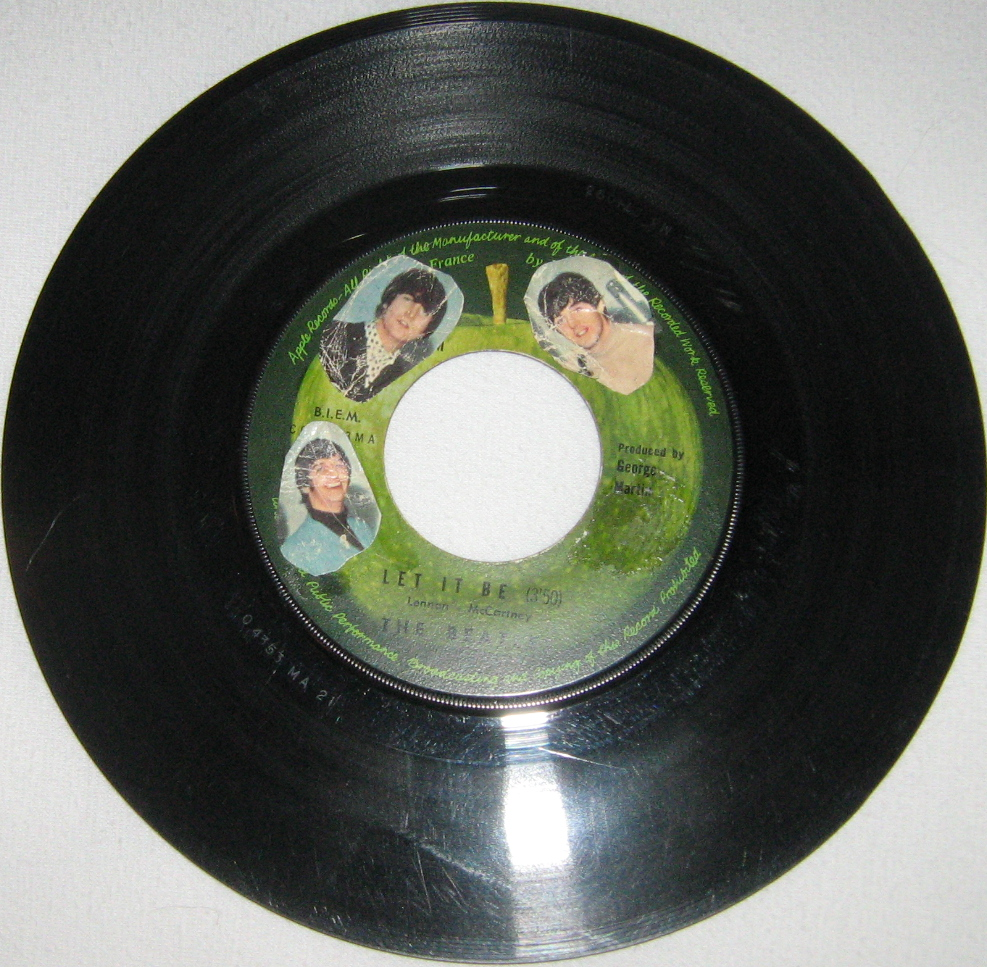
Un 45 tours du groupe publié par Apple, personnalisé par un fan. (17.5 cm de diamètre ou 7 pouces)

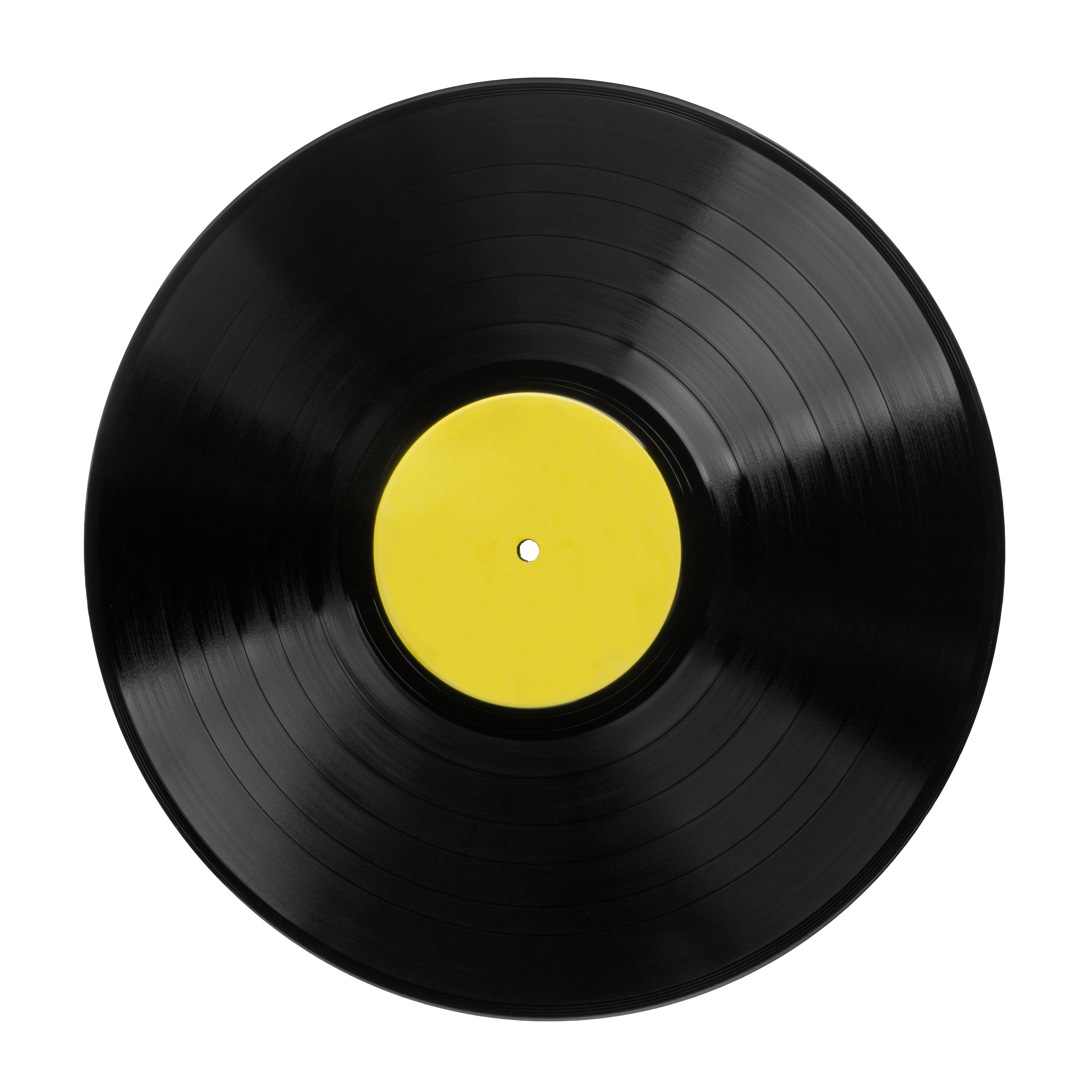
Un 33 tours en vinyle de 30 cm de diamètre (12 pouces).

Durant les années 1960, une chanson, pour être diffusée à la radio, se devait d'avoir une durée d'environ trois minutes et rarement plus,. Le format habituel pour les publier était le disque microsillon mono de vinyle; les 45 tours qui contiennent soit deux chansons, une par face ainsi que le Extended Play, ou E.P., avec quatre chansons, ou le 33 tours avec habituellement quatorze chansons en Europe (avec une pochette en papier épais) et onze ou douze en Amérique du Nord (avec une pochette cartonnée)[réf. nécessaire]. Jusqu'à la fin des années 1960, le format d'albums stéréo était l'apanage des audiophiles. Les disques 78 tours étaient encore publiés dans certains pays comme l'Inde ou l'Argentine mais ce format était déjà généralement obsolète. Les PocketDisc (en) ont été manufacturés en 1968-1969 par Americom, Inc. Ces flexi discs d'un diamètre de 10 cm (4 pouces) pouvaient être joués sur des platines normales à la vitesse de 33⅓ tours par minute. Contenant seulement deux chansons, les singles des Beatles Hey Jude, Get Back et Ballad of John and Yoko ont été commercialisés dans ce format insolite,. 

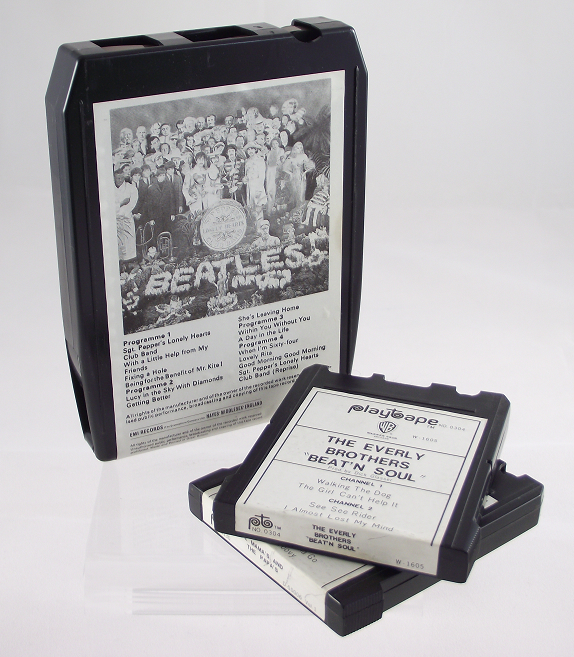
La cartouches 8-pistes et le ' sont deux formats éphémères de rubans magnétiques apparus dans les années 1960.

Cette décennie verra aussi l'apparition de lecteurs de rubans magnétiques commerciaux. Des bandes de magnétophone sur bobines de tous les albums ont été manufacturées. À partir du début des années 1960 ont été manufacturées les cartouches 4-pistes Muntz Stereo-Pak (en), qui reproduisaient habituellement à l'identique les deux faces des albums. Par contre, des modifications mineures dans l'ordre des chansons devaient quelquefois être effectuées afin d'équilibrer la durée de chaque programme. Cette technologie est rapidement concurrencées par des cartouches 8-pistes, qui pouvaient elles aussi contenir un album au complet mais divisé en quatre « programmes ». Ces cartouches avaient quelquefois le défaut d'avoir à scinder une chanson en deux parties si le minutage l'imposait ou à souvent modifier la séquence des chansons afin d'éviter de longs silences en fin de programme. Parus en 1966 et commercialisés pour quelques années seulement, les PlayTape (en), qui ne contenaient que quatre chansons, ont aussi été mis en marché dont une vingtaine de titres des Beatles. Développée au début de la décade par la compagnie Philips, la cassette audio pouvait contenir un album au complet, une face sur chaque côté, mais dans un boîtier plus compact. La qualité du son, mauvaise au début, s'est améliorée d'année en année jusqu'à devenir, en 1983, le seul format sur ruban disponible en magasin. Dans les années 1980, celles-ci étaient en forte demande. 
Les chansons des Beatles ont été publiés dans tous ces différents formats, mais cette page examinera principalement, dans un premier temps, les disques microsillon. Le disque compact est apparu en 1982 et est devenu rapidement, et pendant près de 30 ans, le format préféré du public. Il sera graduellement remplacé par le téléchargement et le streaming dans les années 2000. Depuis 2010, le disque microsillon 33 tours refait une remontée remarquable et les albums des Beatles, anciens et nouveaux, sont mis en marché en vinyle 180 grammes. En fait, les deux 33 tours les mieux vendus en 2017 ont été Sgt. Pepper's Lonely Hearts Club Band avec 72 000 copies et Abbey Road avec 66 000 et ce dernier, à la suite de sa réédition en 2019, est devenu l'album vinyle le plus vendu dans la décennie 2010 aux États-Unis avec 558 000 copies écoulées. Leurs CD continuent, eux aussi, d'être manufacturés.

## The Beatles Singles Collection - 1976
Le 6 mars 1976, Parlophone publie les vingt-deux 45-tours gravés par le groupe en plus de créer un nouveau single, Yesterday / I Should Have Known Better. Ils sont tous présentés dans une pochette verte de papier avec, à l'endos, une photo du groupe, différente pour chaque unité,. Tous ces singles ont atteint le top 100 britannique même que, le 4 avril 1976, ils étaient tous dans la liste en même temps. Vendus séparément, cette collection n'était originellement pas disponible dans un boîtier. À l'automne de l'année suivante, EMI, sous sa filiale « World Record Club (en) », publiera cette collection, en y ajoutant le 45 tours Back in the U.S.S.R. / Twist and Shout (publié la même année pour accompagner la sortie de la compilation Rock 'n' Roll Music), dans un boîtier noir embossé de lettrage doré incluant un texte promotionnel. Des annonces grand format dans les quotidiens britanniques ont été utilisés en plus de circulaires postaux incluant des flexi disc comme moyen de promotion pour les clients du label.

## The Beatles Collection - 1978 à 1982

### 1978 - The Beatles L.P. Collection
Le 2 décembre 1978, EMI publie la collection complète des 33 tours britannique des Beatles dans un boitier bleu avec le titre et les autographes des membres du groupe imprimée de façon à imiter la technique de feuille d'or embossée. La collection incluait un poster avec les portraits de John Kelly tirés de l'« Album blanc » et surtout le disque Rarities qui regroupait les chansons qui n’apparaissait pas sur leurs albums originaux ou sur les compilations des meilleurs succès publiées en 1973. Par exemple la face B Rain est incluse mais pas sa « jumelle » Paperback Writer qu'on retrouve sur The Beatles 1962–1966. Le disque Rarities était originellement un bonus à l'achat du boîtier mais dix mois plus tard, à la demande générale, EMI le rendait disponible à l'unité. 
Mais pour posséder toutes les chansons du groupe, il fallait en plus se procurer la version américaine de la trame sonore Magical Mystery Tour, augmentée de tous les singles publiées en 1967, qui ne fut commercialisée qu'en 1976 en Angleterre par EMI, mais qui n'était curieusement pas incluse dans ce boîtier, et le disque compilation Hey Jude, originellement publié en 1970 en Amérique et ailleurs, qui sera finalement disponible en Angleterre le 11 mai 1979. Ce disque complétait la collection car il contenait plusieurs autres « singles » inédits sur 33 tours. 
Les disques Past Masters, publiés en 1988, rendront caduques les compilations incomplètes qu'étaient Rarities et Hey Jude.
Les compilations The Beatles 1962–1966 et 1967–1970 sont rééditées le 21 août 1978 par Capitol et le 20 décembre 1978 par Parlophone/Apple Records. En octobre 1982, 20 Greatest Hits, une compilation des meilleurs succès sur un seul 33-tours, sera publié en deux versions, une en Angleterre  et l'autre aux États-Unis, cette dernière commercialisée dans la plupart des autres pays.

### 1981 - The Beatles E.P. Collection
Le 7 décembre 1981, EMI publie, dans le même type de boîtier mais de couleur bleue foncée, les douze maxis originaux en mono, le double Magical Mystery Tour en stéréo en plus d'un disque en bonus,. 
Ce nouveau maxi regroupait des chansons en versions se voulant inédites en Angleterre. On y retrouvait la version stéréo de The Inner Light, la version en vrai stéréo de Baby You're a Rich Man, une version stéréo de She's a Woman avec le décompte de Paul McCartney en intro et This Boy en stéréo même si cette version se trouvait déjà dans le disque compilation Love Songs publié en 1977 par Capitol Records.

### 1982 - The Beatles Singles Collection
Le 6 décembre 1982, pour compléter la collection, les singles sont encore une fois publiés par EMI sous sa bannière « World Record (en) », cette fois dans un boîtier de couleur bleue. Comprenant les vingt-quatre singles de la collection de 1976, on y rajoute les deux autres 45 tours publiés depuis; Sgt. Pepper's Lonely Hearts Club Band - With a Little Help from My Friends / A Day in the Life et Beatles Movie Medley / I'm Happy Just to Dance with You, ce dernier publié pour accompagner sortie de la compilation Reel Music. Chacun de ces vingt-six disques possède une nouvelle pochette distincte

### 1982 - The Beatles Mono Collection
Les albums mono ont été réédités dans le courant de l'année mais la demande pour ces éditions a poussé EMI à faire un dernier boitier de cette série. Tous les disques originellement publiés en format mono s'y retrouvent ; Yellow Submarine, Abbey Road et Let It Be sont donc exclus,,, . Deux types ont été produits; 1 000 boîtiers numérotés de couleur noire offertes en exportation principalement vers les États-Unis et 2 000 rouges, sans numérotation, pour la vente au Royaume-Uni. On croit que 7 000 autres copies rouges ont été manufacturées lorsque la première impression fut épuisée et vendues de part et d'autre de l'Atlantique. Chaque boîtier était accompagné d'un certificat d'authenticité et cette collection a aujourd'hui une valeur de 1 700 à 1 900 $US quelle que soit la couleur.

## The Beatles Ultimate Collection - 1987-1993

### Les albums
À partir du début de l'année 1987, les disques des Beatles furent publiés pour la première fois en format CD, numériquement remastérisés par George Martin, les quatre premiers présentés en mono et les autres en stéréo. Voici la séquence de sortie (avec le positionnement dans les palmarès britannique entre parenthèses).
- Le 26 février : Please Please Me (#32)[38], With The Beatles (#40)[39], A Hard Day's Night (#30)[40] et Beatles For Sale (#45)[41]
- Le 30 avril : Help! (#61)[42], Rubber Soul (#60)[43] et Revolver (#55)[44]
- Le 1er juin : Sgt. Peppers Lonely Hearts Club Band (#3) (le jour même du 20e anniversaire de sa sortie)[45],[46]
- Le 24 août : The Beatles (#18)[47] et Yellow Submarine (#60)[48]
- Le 21 septembre : Magical Mystery Tour (version augmentée - #52)[49]
- Le 19 octobre : Abbey Road (#30)[50] et Let It Be (#50)[51]
- Le 8 mars 1988 : Past Masters (Volume One #49 - Volume Two #46)[52]

L'engouement initial de cette sortie fit en sorte que les quatre premiers disques ont atteint le « Top 40 » en Angleterre mais à la suite, seulement trois autres rééditions ont atteint cette position.
À l'exception du disque Sgt. Peppers Lonely Hearts Club Band, qui possédait un livret avec suppléments et l'écriture sur le disque lui-même imprimé en encre rouge, l'emballage de ces disques n'était pas élaboré. On ne faisait qu'y reproduire les pochettes originales avec ses notes d'accompagnement quoique dans un format livret,. De simples boîtiers de plastique de style « jewel case » étaient utilisés pour ranger les livrets et les disques, ces derniers imprimé d'une façon très sommaire. Apple Records se reprendra de belle façon lors de la prochaine réédition en 2009.
La création des disques Past Masters, en deux volumes distincts, permettait finalement de regrouper toutes les chansons du groupe qui ne se retrouvaient pas sur leurs albums originaux, tels les singles, les deux chansons chantées en allemand ou la version dite « Wildlife » d'Across the Universe,.
Le 31 octobre 1988, on publie la collection complète en CD des 12 albums originaux, la version américaine de Magical Mystery Tour et les disques Past Masters, le tout présenté dans un boîtier en composite de bois dur avec une porte d'accès telle un contrevent sur enrouleur. La collection comprenait aussi un livre de 64 pages. Les disques étaient aussi disponibles en format 33-tours et cassette audio toujours présentés dans un même type de boîtier. Ceux-ci pouvant être achetés vides pour ceux qui avaient déjà les albums en mains.
Une autre version, exclusive à la chaîne de distribution HMV, présentait cette même collection en CD mais cette fois dans un boîtier en carton avec charnières métallique et illustrée d'un hologramme de la célèbre batterie « Ludwig Oyster Black Pearl » de Ringo Starr. Cette édition à 10 000 exemplaires incluait un livret de 60 pages, un poster de la batterie et une fiche qui expliquait la façon de bien voir l'image holographique.

### Les singles
Entre le 26 novembre 1988 et le 4 septembre 1989, tous les 45-tours des Beatles sont publiés en version CD 3 pouces. Le boîtier, semblable à la réédition de 1982 mais ne regroupant que les vingt-deux disques originaux, paraît le 6 novembre 1989.
Le 12 août 1992, la collection des vingt-deux singles en version cassette audio est mise en marché et le 2 novembre, ces mêmes singles sont remis en vente en format CD 5 pouces avec de nouvelles pochettes tous réunis dans un boîtier noir avec le même logo mais sans les signatures.

### Les EP
Le 15 juin 1992, la collection complète des EP en format CD est publiée. Tous les disques de la publication précédente sont présents y compris le EP inédit et ils sont tous présentés en mono. Le boitier bleu foncé est similaire à la collection de 1981 sauf pour le fac-similé des signatures qui est disparu.

### Les albums des meilleurs succès
Le 20 septembre 1993, les collections The Beatles 1962–1966 et The Beatles 1967–1970 sont, pour la première fois, disponibles en format CD. Chaque compilation sera aussi publiée en format 33 tours, la première en vinyle rouge, l'autre en vinyle bleu.

## The Beatles Boxed Sets - 2009

### The Beatles Stereo Boxed Set
Le 9 septembre 2009, un clin d'œil au « Number nine, number nine, number nine » du montage sonore de l'« Album blanc », Apple publie, à la suite d'un grand battage publicitaire, la réédition du catalogue complet dans un remixage numérique (utilisant Pro Tools en 24 bit et avec une résolution de 192 kHz en passant par un convertisseur Prism A-D) effectué par les ingénieurs de son d'EMI, Guy Massey, Steve Rooke, Sam Okell avec Paul Hicks et Sean Magee sous la gouverne du coordinateur du projet, Allan Rouse. Un équipement d'époque a été utilisé pour le transfert numérique et un soin a été apporté pour reproduire le plus fidèlement possible les mixages originaux de George Martin et son équipe. Les pochettes cartonnées, qui s'ouvrent en trois parties (à droite se trouve une pochette pour y insérer le disque et à gauche un repli pour le livret), ont été augmentées de nouvelles photos et de livrets reprenant les notes d'accompagnement des albums originaux et incluant des textes supplémentaires écrits par Kevin Howlett, avec Mike Heatley, qui décrivait l'histoire des albums, et, avec Allan Rouse, pour la description des séances d'enregistrements originales. Pour les disques doubles, la pochette de l'« Album blanc » est en quatre sections entourée d'une jaquette et le Past Masters en trois sections mais un des disques se loge dans la section centrale. Sur chaque disque est imprimé l'étiquette du label qui publia originellement le disque : Parlophone jusqu'au disque « Sgt. Pepper », Apple pour les suivants  sauf pour Magical Mystery Tour ornant l'étiquette de Capitol. 
Les quatre premiers albums sont présentés en stéréo pour la première fois sur CD et les deux volumes de la compilation Past Masters sont maintenant combinées en un seul album double, le premier disque arborant l'étiquette Parlophone et le second, celle d'Apple.
Des mini-documentaires vidéo QuickTime sur l'historique de chacun des albums, réalisés par Bob Smeaton, sont rajoutés sur chaque disque, sauf pour Past Masters (avec un DVD en supplément qui les regroupe tous). Tous les disques sont disponibles individuellement ou dans un boîtier. Celui-ci est noir sur lequel on voit le logo du groupe en blanc sur les quatre faces et la pomme verte d'Apple sur le dessus et la pomme coupée à l'endos. Un aimant plat est utilisé comme fermoir. Le boîtier est recouvert d'une jaquette en carton suivant le même design mais affichant à l'endos l'énumération du contenu comprenant l'illustrations des 14 pochettes. 
Tous les albums ont atteint le « Top 100 » britannique le 13 septembre; de « Sgt. Pepper's » à la 6e position à Yellow Submarine à la 89e. Le boitier a lui-même atteint la 24e place,,. Cette réédition a été un succès planétaire; au Japon, les 14 albums ont atteint le top 25 du palmarès, au Canada, des 20 premières positions, 14 ont été tenues par les disques des Beatles. Des chiffres similaires se répètent pour l'Australie, la Corée du Sud, l'Argentine et dans une dizaine de pays d'Europe dont la France, la Belgique et l'Espagne.
La publication de cette collection était accompagnée de la sortie du jeu vidéo The Beatles: Rock Band. De plus, un livre appelé Box of Vision, créé par Jonathan Polk, a été publié séparément pour y insérer les CD et les pochettes et possédait les fac-similés des pochettes originales en format 33 tours de tous les disques de cette collection en plus des compilations A Collection of Beatles Oldies, The Beatles 1962-1966 et 1967-1970, Live At The BBC, Anthology 1, 2 et 3, Yellow Submarine Songtrack et 1. Les disques Let It Be… Naked et Love étaient aussi rajoutés.
Une clé USB 16GB, en forme de la pomme du logo d'Apple, a été mise en vente, le 7 décembre de la même année, avec toutes les chansons en stéréo remastérisés, format MP3 à 320kbit/s, incluant les pochettes en format PDF. Une autre version, cette fois avec les chansons présentées en format FLAC 44.1kHz/24-bit, de meilleure qualité sonore, était aussi disponible.
Le 12 novembre 2012, tous ces disques ont été publiés en version 33 tours, en vinyle 180 grammes, disponibles individuellement ou dans un boîtier accompagné d'un livre à couverture rigide.

### The Beatles in Mono

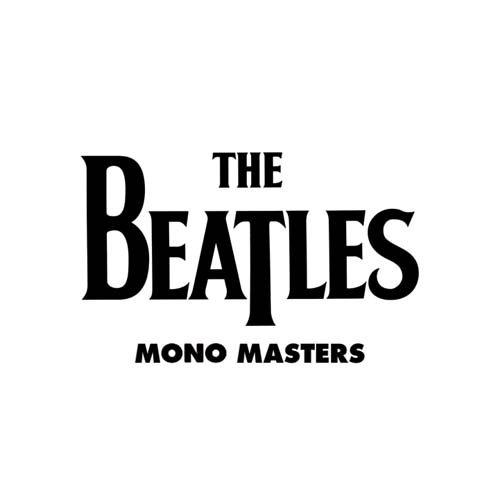
La pochette du disque Mono Masters.

La collection des disques mono a été publiée la même journée que la collection stéréo, cette fois dans un boîtier blanc plus petit fait de deux parties emboîtées. Tous les disques qui ont été publiés originellement en mono sont présents, ce qui exclut Abbey Road et Let It Be. Le disque Yellow Submarine est aussi absent mais les quatre chansons inédites se retrouvent dans la compilation Mono Masters en remplacement des chansons The Ballad of John and Yoko, Old Brown Shoe et Let It Be qui n'ont été publiées qu'en stéréo. Les disques Help! et Rubber Soul possèdent en supplément les mixages stéréo originaux de 1965. Contrairement à la collection stéréo dont les albums se vendent séparément, les disques mono ne se vendent que dans le boîtier. Un livret accompagnateur de 44 pages était inclus.
Se voulant originellement comme étant une pièce de collection à tirage limité à 10 000 copies en Angleterre et 50 000 dans le monde, la demande a été telle que des copies supplémentaires ont été manufacturées (dont 3 000 au Royaume-Uni). Le 13 septembre 2009, le boitier a atteint la 57e place du palmarès pour disparaître la semaine suivante.
Comme la collection stéréo, une version vinyle 180 grammes de cette réédition a été publiée, cette fois le 8 septembre 2014. Le boîtier est réédité le 18 juillet 2025 exclusivement sur le site officiel du groupe.

### Les albums des meilleurs succès
Le 18 octobre 2010 en Europe et le jour suivant en  Amérique, les collections remastérisées The Beatles 1962–1966 et 1967–1970 sont mises en marché. Originellement publiée le 13 novembre 2000, la collection 1, qui compile toutes les chansons qui ont atteint la première place des palmarès du Royaume-Uni ou des États-Unis a été réédité le 2 septembre 2011 avec les mêmes mixages de 2009.

## SuriTunes- 2010
Une saga judiciaire qui dura une trentaine d'années entre Apple Corps et Steve Jobs et sa firme Apple computer se termine en 2007 avec une entente à l'amiable d'une valeur estimée à 500 millions$US à la faveur des Beatles. À la suite de cela, en novembre 2010, tous les disques originaux du groupe sont rendus disponibles, en exclusivité pendant 5 ans, sur iTunes, y compris les Past Masters. Un film du concert au Washington Coliseum est inclus pour ceux qui téléchargeaient la collection complète. Les compilations The Beatles 1962–1966 et The Beatles 1967-1970 ont, elles aussi, été mises en ligne. Le 14 juin 2011, les trois disques Anthology et une compilation intitulée Anthology Highlights ont été rajoutés à ce site de téléchargement de musique.
Au fil des ans, quelques albums compilations inédits seront aussi publiés en téléchargement.

## Enstreaming- 2015
Le 24 décembre 2015, la musique des Beatles a été offerte sur neuf sites de streaming; Spotify, Amazon Prime, Apple Music, Deezer, Google Play, Rhapsody (Napster), Tidal, Microsoft Groove et Slacker (en),. Tous leurs albums originaux y sont disponibles en plus de The Beatles 1962–1966, The Beatles 1967-1970, Past Masters et 1. Plus de 70 millions d'écoutes ont été effectuées uniquement sur Spotify lors des trois premiers jours. Les trois volumes Anthology ont ensuite été rendus disponible le 4 avril 2016 suivi de Love le 18 juin, à l'approche du dixième anniversaire du spectacle. Le disque The Beatles: Live at the Hollywood Bowl a aussi été rendu disponible à partir du 9 septembre 2016. À partir de ce moment, presque toutes les publications futures des disques des Beatles seront disponibles dans ce format ; la collection des enregistrements de Noël, The Beatles Christmas Record Box publié en vinyle le 15 décembre 2017, fait exception.

## Mixages stéréo modernisés
Jusqu'à Abbey Road, les disques des Beatles ont été conçus originellement en mono. À cette époque, c'était le format habituel pour écouter la musique populaire; seuls les audiophiles possédaient des chaînes stéréo. De ce fait, le groupe ne se préoccupait pas du mixage stéréo et celui-ci se faisait habituellement par les ingénieurs de son sans leur présence, ni leurs directives. Ces versions stéréo, surtout pour les premiers albums, possédaient des séparations du son avec les canaux droits et gauches très prononcés. En 1976, lors de la publication de la compilation Rock 'n' Roll Music aux États-Unis, les chansons furent remixées par George Martin et en 1999, quand on publia la compilation Yellow Submarine Songtrack, il effectua des mixages plus modernes des chansons entendues dans le film. Mais pour les rééditions mono et stéréo de 2009, on se contenta de remastériser et d'améliorer le son mais en gardant le plus possible le mixage d'origine. 
En 2015, le fils de Martin, Giles, et l'ingénieur de son Sam Okell, ont eu la tâche de moderniser l'effet stéréo des chansons du disque 1 qui sort le 6 novembre augmenté d'une collection de vidéoclips et, le 9 septembre de l'année suivante, de rééditer le disque The Beatles at the Hollywood Bowl. En 2017, pour marquer le cinquantième anniversaire de la sortie du disque Sgt. Pepper's Lonely Hearts Club Band, ils réalisent un nouveau mixage stéréo, calqué en grande partie sur le mixage mono original. Des disques bonus avec des versions inédites et des maquettes sont inclus. Le duo récidivera l'année suivante pour remastériser l'« Album blanc », en 2019 pour Abbey Road et en 2021 pour Let It Be. Le 28 octobre 2022, Revolver est à son tour remixé mais cette fois après que les bandes d'origine ont été démixées par un logiciel d'intelligence artificielle, nommé Machine Assisted Learning ou « MAL », qui utilise un algorithme afin d'effectuer une séparation des différents sons.
Dans les versions augmentées des rééditions 1, Sgt. Pepper's Lonely Hearts Club Band, The Beatles et Abbey Road des mixages 5.1 Dolby Digital et DTS HD surround, entre autres, ont aussi été offerts.
Le 22 novembre 2019 sort un boîtier à tirage limité de la collection complète des vingt-deux 45 tours britanniques remastérisés sur vinyle 7 pouces. Les disques sont insérés dans les pochettes originales mais la plupart sont tirées des éditions internationales de l'époque. Un livret largement illustré avec des textes de Kevin Howlett est inclus, en plus d'un nouveau 45 tours double face A comprenant les chansons Free as a Bird et Real Love.
En mars 2021, Giles Martin a produit une version spatial audio de la compilation 1 disponible sur Apple Music. Tandis que le 10 novembre 2023, à la suite de la publication de la « dernière » chansons des Beatles, Now and Then, la semaine précédente, les compilations « rouge » et « bleue », remixées et élargies de plusieurs chansons, sont mises en vente. Le premier volume contient des remixages effectués après un démixage préalable comme pour celui de l'album Revolver. On entend sur le second volume les mixages modernisés qui apparaissent sur les dernières rééditions en plus de quelques autres chansons nouvellement remixées. Ces deux albums sont aussi disponibles, en versions abrégées à douze titres chacun, dans le format Yoto, jouet audio pour jeunes enfants.

## Pages connexes
- Discographie des Beatles
- The Beatles Box
- The U.S. Albums
- The Japan Box